# Улыбка Бога, или Чисто одесская история
«Улыбка Бога, или Чисто одесская история» — художественный фильм, снятый по мотивам книги одесского писателя Георгия Голубенко «Рыжий город, или Новые одесские рассказы».
В основу сценария легли такие рассказы, как «Пожар на Слободке», «Намётанный глаз», «Одна зелёная луковица и одно красное яблоко», «Сердце маклера», «Рыжий русский голубой».
Фильм также известен под названием «Ход котом, или Чисто одесская история».
По данным сайта filmz.ru, фильм, имея бюджет в 8,5 млн долларов, собрал в прокате всего 40 тыс. долларов и является вторым по убыточности российским фильмом, снятым в 2004—2014 годах.

## Сюжет
Пожилой одесский эмигрант Филипп Ольшанский поручает своему внуку Алену привезти из Одессы кота, которого сам в 1980 году оставил своей возлюбленной — Анне Михайловне.
Приехав в Одессу, Ален отправляется на экскурсию в катакомбы, где его грабят гопники из Николаева, из-за чего, заблудившись, он отстаёт от экскурсионной группы. 
Выйдя из катакомб, Ален обнаруживает, что попал в 1954 год. В дальнейшем он знакомится с 19-летней Анной Михайловной, а также с собственным дедом.
Во время неожиданно начавшегося наводнения Ален вновь попадает в катакомбы, из которых выходит уже в 1983 году; начинаются поиски кота, которого дед оставил Анне Михайловне за три года до того. 

В это время Алена пытаются арестовать: сначала за тунеядство, а затем — уже как шпиона, что и происходит. 
После различных приключений Ален возвращается в 2008 год и знакомится с Алёной — внучкой Анны Михайловны, на которую та похожа как две капли воды. Они сразу влюбляются друг в друга, и Ален забывает, что в Чикаго у него осталась по-американски прагматичная девушка.

## В ролях
- Иван Жидков — Ален Ольшанский
- Мария Горбань — Анна / Алёна
- Антонина Сутягина — пожилая Анна
- Армен Джигарханян — Филипп Ольшанский, дед Алена
- Дмитрий Сергин — молодой Филипп Ольшанский
- Роман Карцев — Михаил Перельмутер, портной, отец Ани
- Тамара Тана (США) — Эльвира, экскурсовод
- Александр Панкратов-Чёрный — Лев Ромуальдович Рыжак
- Нина Усатова — мадам Марья Парнокопытенко
- Татьяна Новик — соседка Галя
- Вадим Жук — худой в катакомбах
- Капуччино — Кот

## Съёмочная группа
- Авторы сценария:
  - Владимир Алеников
  - Георгий Голубенко
- Режиссёр-постановщик: Владимир Алеников
- Оператор-постановщик: Кирилл Давыдофф
- Художник-постановщик: Лариса Токарева
- Композитор: Игорь Зубков

## Съёмки
- По словам режиссёра фильма, идея дедушки и кота появилась после того, как ему стала известна история смерти любимого кота Джигарханяна по кличке Фил. Роль деда изначально была задумана под Джигарханяна[3].
- Все одесские персонажи в фильме что-то едят. Филипп Ольшанский сосёт леденцы, экскурсовод Эльвира — «Тик-так», водитель туравтобуса Толя лузгает семечки, портной Перельмутер жуёт сухофрукты, мадам Парнокопытенко ест конфеты, цеховик Гена — бутерброд, прохожие в 1983 году — пирожки и семечки, Рыжак — рачков, главврач — тараньку, начальница ЗАГСа — рогалик, подполковник Репа — шоколад.
- Во время съёмок сцены пожара режиссёр Владимир Алеников порвал связки и последующие два месяца съёмок, включая сложнейшие съёмки в катакомбах, провёл в инвалидном кресле.
- Слободской рынок образца 1954-го снимали на улице Островского, на Слободке.
- Интернациональный переулок, дом 2, действительно существует, но находится не на Слободке, а на Воронцовке. Внутренний же вид дворика снимался на Пересыпи.
- Сцена пожара снималась на территории Одесской киностудии. Там же, в бассейне под открытым небом, снималась и сцена наводнения.
- Из фильма практически полностью вырезана сюжетная линия с девушкой Алена Джессикой (актриса Екатерина Маликова), поэтому первоапрельский карнавал, первоначально служивший финалом фильма, открывает фильм. Из-за этого не оконченной становится сюжетная линия с биндюжниками Вовчиком и Петюней, ни о чём не говорит зрителю и присутствие в фильме голубей (фраза Алена «А вы даже голубей не боитесь!»), а также оперная ария про корабль, звучащая у Алена в машине в начале фильма. Из песни «Карнавал» партию Джессики тоже удалили.
- Из фильма удалены сцены с собакой, которую для съёмок готовил одесский дрессировщик Олег Радомысльский, причины удаления сцен неизвестны.

## Награды
- 2008, 15 августа — XVI российский национальный фестиваль «Окно в Европу». Главный приз «Большая золотая ладья» в конкурсе «Выборгский счёт», 3 место
- 2008, 25 сентября — VI Российского кинофорума «Амурская осень» (Благовещенск). Специальный Приз «За сохранение и приумножение лучших традиций отечественного кинематографа»
- 2008, 21 декабря — IX Открытый кинофестиваль «Улыбнись, Россия!»:
  - лауреат в номинации «За прекрасный актёрский ансамбль» (Владимир Алеников)
  - лауреат в номинации «За лучшую музыку» (Игорь Зубков)
- 2009, 3 апреля — XV Кинофестиваль «Литература и кино» (Гатчина):
  - Приз «Гранатовый браслет» — «За ироническую связь времён»
  - Приз «За лучшую мужскую роль» (Иван Жидков)
- 2009, 5 мая — Официальное участие картины в конкурсе Международного кинофестиваля (Сиракьюс, США). Диплом жюри
- 2009, 22 июня — Официальное участие в российской программе XXXI Московского международного кинофестиваля
- 2009, 28 июня — XVII Международный кинофестиваль актёров кино «Созвездие» (Тверь). Приз «За лучший актёрский ансамбль» (Владимир Алеников)
- 2009, 6 июня — I Чебоксарский международный кинофестиваль. Приз «За лучшее исполнение мужской роли» (Иван Жидков)
- 2009, 21 ноября — Официальное участие в программе российского кино XVI Международного кинофестиваля «Листопад» (Минск)
- 2009, 12 декабря — IV Международный кинофестиваль семейных и детских фильмов «В кругу семьи» (Екатеринбург):
  - Продюсерский приз «За принятие лучшего продюсерского решения»
  - Приз «За лучшую режиссуру» (Владимир Алеников)
- 2010, 3 июля — I Всероссийский кинофестиваль «Ейский маяк» (Ейск). Гран-При

## Релизы
- Россия. Релиз на DVD компании «Парадиз-ВC» (24 декабря 2009) с двумя звуковыми дорожками (Русский Dolby Digital 5.1 и Русский Dolby Digital 2.0) с английскими субтитрами. В качестве дополнительных материалов на диске присутствуют удалённые сцены («Прощание с Джессикой», «Родственники», «Альтернативный финал»), фильм о фильме, фотогалерея, песни из фильма, биографии режиссёра и актёров, фильм с комментариями режиссёра В. Аленикова, награды и фестивали.
- Украина. Компания «Интерфильм» выпустила фильм на DVD без дополнительных материалов и с украинскими субтитрами.